# Finska mästerskapet i bandy 1964
Finska mästerskapet i bandy 1964 avgjordes genom en enda serie. Oulun Palloseura vann mästerskapet för femte säsongen i rad. Nykomlingen IFK Vasa slutade tvåa, en poäng efter segraren. Pertti Tammilehto blev skyttekung med 15 fullträffar.

## Mästerskapsserien

### Slutställning
| Lag                       | Spelade | Vinster | Oavgjorda | Förluster | Målskillnad | Poäng |
| ------------------------- | ------- | ------- | --------- | --------- | ----------- | ----- |
| OPS                       | 9       | 6       | 1         | 2         | 27–14       | 13    |
| IFK Vasa                  | 9       | 6       | 0         | 3         | 18–20       | 12    |
| OLS                       | 9       | 5       | 1         | 3         | 30–19       | 11    |
| Käpylän Urheilu-Veikot    | 9       | 5       | 1         | 3         | 22–13       | 11    |
| Veitsiluodon Vastus       | 9       | 4       | 2         | 3         | 33–24       | 10    |
| Lappeenrannan Pallo       | 9       | 3       | 4         | 2         | 22–19       | 10    |
| Lappeenrannan Veiterä     | 9       | 4       | 0         | 5         | 26–24       | 8     |
| Warkauden Pallo -35       | 9       | 2       | 3         | 4         | 16–28       | 7     |
| IFK Helsingfors           | 9       | 1       | 3         | 5         | 24–30       | 5     |
| Oulun Työväen Palloilijat | 9       | 0       | 3         | 6         | 15–40       | 3     |

OTP åkte ur serien. Ersättare blev Mikkelin Palloilijat, Seinäjoen Palloseura och Oulun Tarmo.

## Finska mästarna
OPS: Jaakko Reiniharju, Pentti Ollikainen, Tuomo Kilponen, Matti Kovalainen, Jorma Ollanketo, Kari Poikolainen, Raimo Kaarela, Kalevi Härmä, Seppo Alatalo, Taisto Horneman, Veli Kalaoja, Seppo Kemppainen, Heikki Ollikainen och Kimmo Palmas.

### Fotnoter
1. ↑  finbandy.fi